# 三遊亭金遊
三遊亭 金遊（さんゆうてい きんゆう）は、落語家の名跡。現在は空き名跡。
- 三遊亭金遊 - 後∶三遊亭さん生
- 三遊亭金遊 - 後∶四代目三遊亭小圓遊
- 三遊亭金遊 - 本項にて詳述。

三遊亭 金遊（さんゆうてい きんゆう、1951年7月13日 - 2019年3月24日）は、千葉県佐原市（現在の香取市）出身の落語家。落語芸術協会所属。本名∶長峰 一治。
派手さはないが、端正な口跡と間の妙で聴かせ、噺家が認める噺家と評される。特に心眼の好演で知られる。

## 経歴
1969年1月、四代目三遊亭圓遊に入門し、「楽遊」を名乗る。1970年3月に初高座。
1979年4月、二ツ目に昇進し兄弟子小圓遊の前名「金遊」になる。
1985年9月、桂歌春と共に真打昇進。
2019年3月24日、公演先の岡山県岡山市で病気のため急死。満67歳没。前日に行われた弟子である三遊亭金の助「二ツ目昇進記念落語会」への出演が最後の高座となった。

## 演目
- 「心眼」
- 「文七元結」
- 「小言念仏」
- 「子ほめ」
- 「錦の袈裟」
- 「寝床」
- 「時そば」
- 「開帳の雪隠」

## 芸歴
- 1969年1月 - 四代目三遊亭圓遊に入門、「楽遊」を名乗る。
- 1979年4月 - 二ツ目昇進、「金遊」になる。
- 1985年9月 - 真打昇進。

## 弟子
金遊の死後、いずれも金遊の弟弟子三遊亭笑遊の門下となった。
- 三遊亭金の助
- 三遊亭金かん